# Церква Святого Архистратига Михаїла (Стара Скварява)

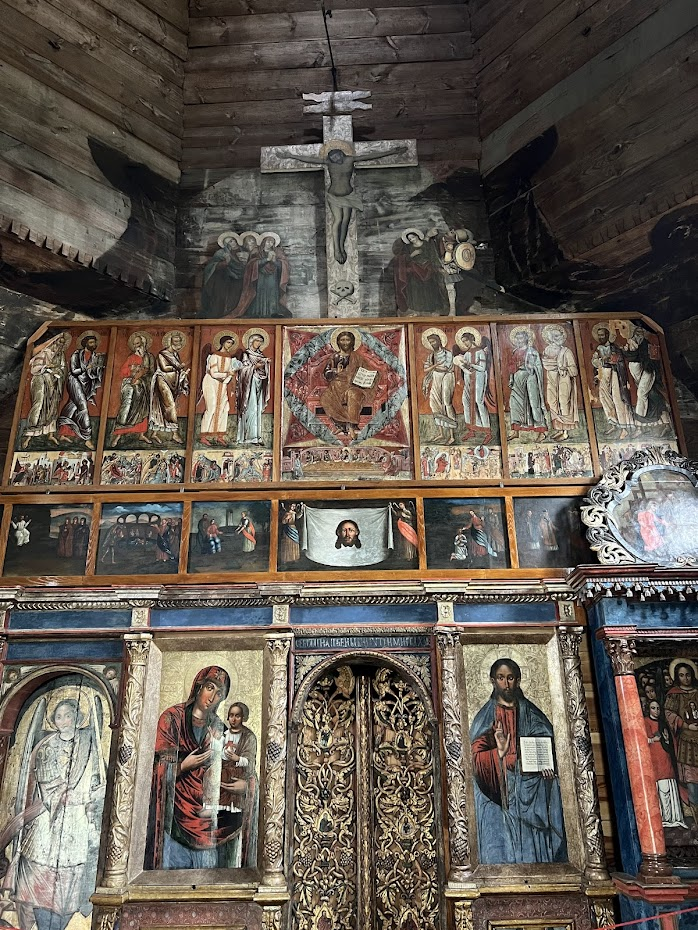
Староскварявський іконостас

Церква Святого Архистратига Михаїла в Старій Скваряві — дерев'яний храм УГКЦ, пам'ятка архітектури місцевого значення в селі Старій Скваряві Жовківської громади Львівського району Львівської области України.

## Історія
Вперше тризубний одноверхий дерев'яний храм письмово згадується в 1578 році. У ньому був престіл з антимінсом від єпископа Атанасія Шептицького. У 1715 році вона згоріла. На її місце було перенесено дерев'яну церкву зі с. Глинська Львівського району.
У 2008 році дослідник Василь Слободян на стіні нави церкви виявив 1508 рік, який є датою побудови святині.
У 1947–1989 роках храм був закритий радянською владою. У 2009—2014 роках за проєктом архітектора Сергія Піньковського тривала реставрація церкви з покриттям ґонтом (керівник І. Буханський). Поруч з дерев'яним храмом на початку 1990‑х років зведений мурований храм Архангела Михаїла, яку освятили 1995 року (архітектор Святослав Крупчук та Роман Гошко).
У 2023 році храм разом з іконостасом був оцифрований у 3D-формат.

### Староскварявський іконостас
У 1995—2015 роках іконостас 16—18 ст. перебував на реставрації у Львівському музеї історії релігії (керівники Галина Скоп-Друзюк та Марія Боньковська). Нині він є філією згаданої музейної установи під назвою «Музей Староскварявський іконостас XVI–XVIII століть». У намісному ряді іконостаса є ікона Святого Миколая (1687), яку пов'язують з українським іконописцем Іваном Рутковичем.
Про пам'ятку писали відомі українські мистецтвознавці, зокрема в своїх працях Михайло Драґан: «Іконостас у Скваряві Старій є конгломератом ікон різних часів і авторів, зібраних із різних церков. Найдавніша частина із XVI ст. — ряд апостолів з «празничками» і «Пантократором» (дві пари апостолів та Розп'яття XVI ст. зберігаються у Львівському музеї українського мистецтва)», а також Віра Свєнціцька: «Іконостас складається з ікон XVI та XVII століть».

## Парохи
- о. Теодор Білевич (1828—1838)
- о. Келестин Киверович (1838—1859)
- о. Яків Закревський (1858—1859, адміністратор)
- о. Лука Олещук (1859—1901)
- о. Йосиф Каранович (1897—1901, сотрудник; 1901, адміністратор)
- о. Володимир Устрисько (1901—1927)
- о. Стефан Гайда (1928—1939)
- о. Степан Макар — нині.